# Команданте Рамона
Команданте Рамона (Comandanta Ramona) (1959 р. — 6 січня 2006 р.) — псевдонім офіцерки Сапатистської армії національного визволення (EZLN), в революційній автономістській організації індіанців, що діє в південному мексиканському штаті  Чіапас. Мабуть, найвідоміша жінка-сапатистка, Рамона була однією із семи командирів-жінок, відповідальних за керівництво армією, що складалася з однієї третини жінок. Член провідної ради Сапатистів, CCRI (Підпільний революційний комітет корінних народів), вона була символом гендерної рівності та гідності для корінних індіанців та бідних жінок.

## Життєпис
Рамона народилася в 1959 році в громаді майя Цоціл у високогір'ї Чіапасу, Мексика. До вступу в EZLN Рамона мала мізерну заробітну плату, продавала ремісничі вироби. Втомившись спостерігати, як страждає її збідніла громада, вона приєдналася до EZLN.
Рамона взяла під контроль місто Сан-Кристобаль-де-лас-Касас, колишню столицю Чіапасу, під час повстання сапатистів 1 січня 1994 року. Того ж року Рамона розпочала тривалу боротьбу з раком; у 1995 р. вона зробила трансплантацію нирки, яка продовжила її життя ще на понад десять років.
Її останній виступ на публіці відбувся на пленарному засіданні «Іншої кампанії» у Караколі де Ла Гарруша в муніципалітеті Франциско Гомес 16 вересня 2005 року. Після її смерті Субкоманданте Маркос призупинив діяльність «Іншої кампанії» на кілька днів, щоб бути присутнім на похоронній службі Рамони.
Рамона славилася індіанською сукнею. Продавці у її рідному місті створили лялькову версію Рамони, до складу якої входила селянка в масці, з пістолетом або дитиною.
Померла в 2006 році від ниркової недостатності і туберкульозу.